# Eriopyga thermosema
Eriopyga thermosema är en fjärilsart som beskrevs av Paul Dognin 1919. Eriopyga thermosema ingår i släktet Eriopyga och familjen nattflyn. Inga underarter finns listade i Catalogue of Life.